# Société suisse de spéléologie
 (novembre 2018).
La Société suisse de spéléologie (SSS) - en allemand : Schweizerische Gesellschaft für Höhlenforschung (SGH) - est l’association faîtière des sections suisses ainsi que des karstologues et spéléologues.
La SSS est une organisation à but non lucratif dans le sens de l’article 60 du Code civil suisse.

## Historique
L’association a été fondée en 1939 par Georges Amoudruz et Jean-Jacques Pittard à Genève. G. Amoudruz était le parrain du club « Les Boueux », fondé en 1930. En 1938 J.-J. Pittard fait la connaissance de G. Amoudruz et d’Émile Burri. Motivé par leur intérêt commun pour le monde souterrain de la Suisse, le trio fait naître la Société suisse de spéléologie (SSS) en mars 1939.
Au courant de l’année 1939, l’état-major de l’Armée suisse s’est adressé à la Société suisse de spéléologie en quête d’un spécialiste du monde souterrain. Pour traiter avec l’armée, J.-J. Pittard et G. Amoudruz élaborent la base des statuts de la SSS Jusqu'à la fin de la Seconde Guerre mondiale, la SSS décrit plus de 800 cavités et cartographie plus de 60 km de galeries.
Après la Seconde Guerre mondiale, c’est Jacques Verdan qui est élu premier président de la SSS. Charles Roth assure la direction de la section genevoise, section fondatrice de la SSS. À partir de ce moment, la SSS se fait connaître dans toute la Suisse et dans les différents cantons de nouvelles sections se constituent. En 1964, déjà la SSS compte environ 320 membres dans 15 sections.
Le 1er juillet 1951, sous la régie du président central André Grobet, la première édition de Stalactite, organe de publication de la SSS, voit le jour. Depuis lors, ce magazine est publié sans interruption 2-3 fois par année.
En 1975, la SSS compte 21 sections avec environ 500 membres. L’archive centrale des grottes comprend plus que 1 800 cavités. Sous la présidence de René Scherrer le « SSS-Info » est publié pour la première fois en 1986. Il s’agit d’une brochure d’information du comité central qui est dès lors publiée quatre fois par année et envoyée à tous les membres SSS.
En février 2000, l'« Institut suisse de spéléologie et de karstologie » (ISSKA) est créé comme fondation indépendante,. L’ISSKA est créée dans le but de disposer d’un centre de compétences, pour favoriser et valoriser les travaux dans les domaines de la spéléologie, du monde souterrain et de la karstologie,.
Aujourd'hui, la SSS compte environ 1 000 membres en 34 sections (état 2017).

## Structure et organisation
La Société a son siège à La Chaux-de-Fonds et présente la structure suivante : l’assemblée des délégués (AD) est l’organe de décision supérieur dans le sens de l’article 64 al.2 du Code civil suisse. L’AD constitue l'organe législatif et se compose de délégués de chacune des sections. Le comité est l’organe exécutif et se compose de sept spéléologues actifs qui représentent si possible les différentes régions de Suisse. Le comité centrale (ZR, anciennement CC) est l’organe de direction dans le sens de l’article 69 du Code civil suisse. C’est l’instance de conseil et préparatif du comité. Les vérificateurs des comptes contrôlent la tenue conforme des comptes SSS.
Appartiennent également à la structure de la SSS les commissions et des groupes de travail temporaires. Contrairement aux groupes de travail l’existence des commissions n’est pas limitée dans le temps. Toutes les commissions ont un cahier des charges. Au sein de la SSS existent actuellement les commissions suivantes :
- Bibliothèque : la bibliothèque fût fondée en 1956[10]. Elle comprend une importante collection de documents et les met à disposition de toute personne intéressée. La bibliothèque est hébergée dans la bibliothèque de la ville de La Chaux-de-Fonds.
- Commission Scientifique : cette commission fondée en 1967 réunit des spéléologues qui s’occupe de l’étude des karsts[11]. Elle fait aussi le lien vers des institutions scientifiques et l'Académie suisse des sciences naturelles (SCNAT).
- Commission des publications : cette commission est responsable de la publication semestrielle du périodique illustré Stalactite, publiant des articles techniques et scientifiques, des rapports d’exploration ainsi que des informations d’actualité[10].
- Commission de documentation : fondée en 1948, cette commission établit et entretient le fichier national des cavités suisses[10], qui est à disposition des spéléologues actifs.
- Commission de formation : cette commission existe depuis 1970 et propose depuis lors des cours pour la formation de base et de formations spécifiques dans tous les domaines de la progression et la recherche en grotte[12]. Elle s’occupe aussi de la diffusion des techniques les plus effectives et présentant les meilleures garanties de sécurité dans la progression spéléologique, selon le label « Safe Speleo » créé en 2012.
- Commission de Protection des cavernes et du karst : cette commission s’occupe de la protection et la sauvegarde des systèmes karstiques et leurs grottes. En plus, elle informe les spéléologues et les visiteurs de grottes sur les risques que la fréquentation des cavernes fait courir à celle-ci. La commission examine et poursuit les atteintes volontaires ou involontaires à l’intégrité du karst[10].
- Commission des Relations publiques : cette commission représente la SSS vis-à-vis des médias et des services administratifs[10].
- Commission Canyoning : cette commission est l’interlocuteur pour toute question concernant le canyonisme et réunit les spéléologues pratiquant cette activité[10].
- Commission de Plongée souterraine : cette commission soutient et encourage le contact entre les plongeurs de la SSS. En plus elle est l’interlocuteur à l’intérieur et vers l’extérieur de la SSS pour toute question touchant à la plongée souterraine[10].
- Commission de Secours (Spéléo-Secours Suisse) : fondée en 1970, cette commission est, depuis 35 ans, une organisation partenaire de la Garde aérienne suisse de sauvetage (REGA)[13]. Elle est depuis 2016 partenaire du Secours alpin suisse et prend en charge la responsabilité pour toute opération de recherche et de sauvetage en milieu souterrain partout en Suisse[13]. Elle soutient également des spéléo-Secours à l’étranger lors de leurs interventions, par ex. lors de l’intervention dans les puits de la grotte « Riesending-Schachthöhle » (Allemagne).

Tous les membres de la Société suisse de spéléologie sont tenus à observer et à respecter le code d’honneur de la SSS. Celui-ci contient entre autres des directives concernant l’éthique de la spéléologie ainsi que de la protection des grottes et des données.
La Société suisse de spéléologie est membre de l’Union internationale de spéléologie (UIS).